# 韩国反日情绪

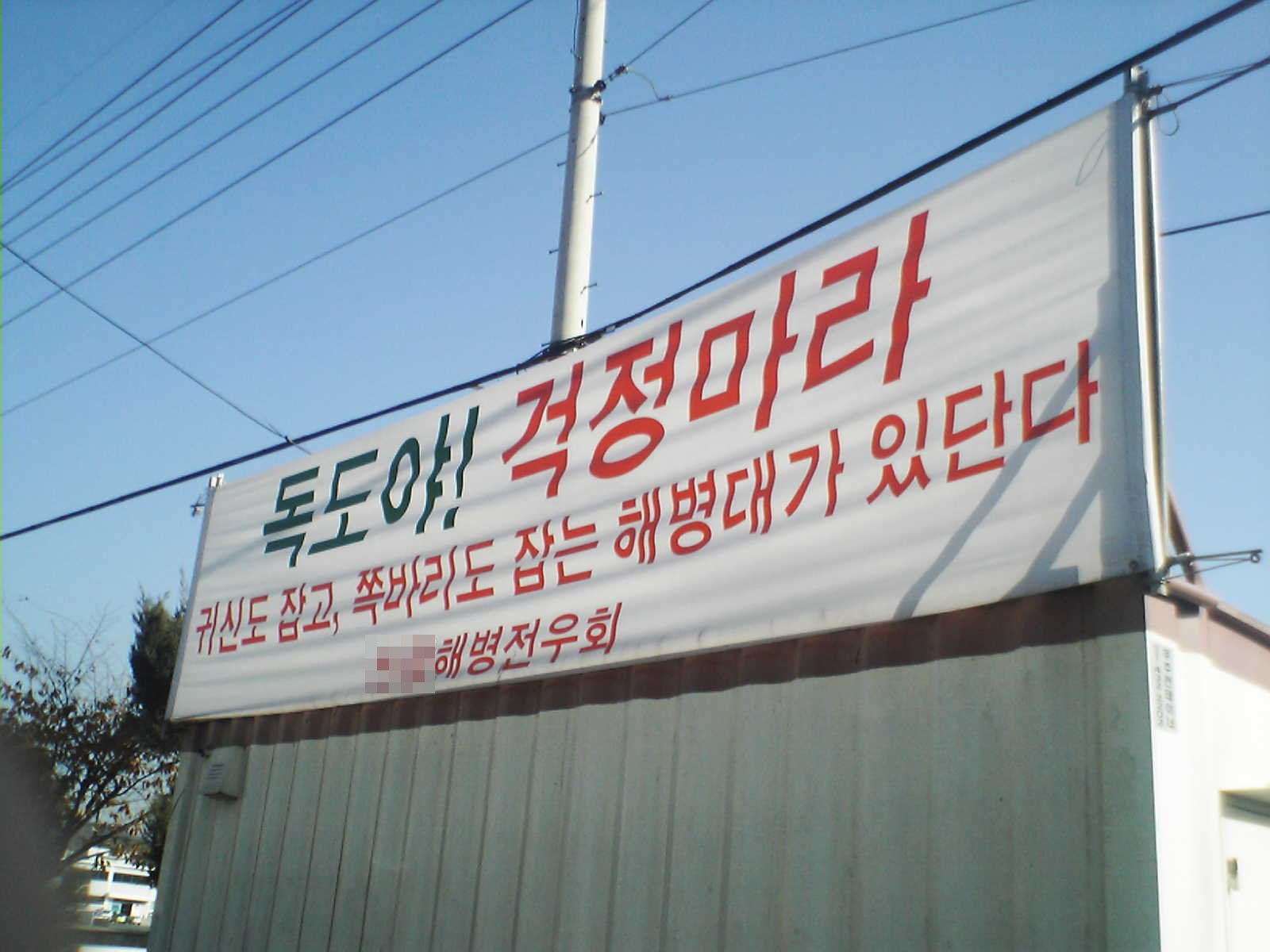
有关独岛主权争议的朝鮮語反日标语，上写“独岛！别担心。我们有能抓鬼与肘巴里的海兵队。”（독도야! 걱정마라. 귀신도 잡고, 쪽바리도 잡는 해병대가 있단다.）

韩国的反日情绪起源于韩国的历史、文化和民族主義思想。最早朝鲜半島的反日倾向受到了倭寇的袭击以及萬曆朝鮮之役的影响。而当代韩国社会的反日情绪主要归因于1910年至1945年的朝鮮日治時期。2005年的一项调查结果表明，89%的韩国人表示他们“不能信任日本”。在英國廣播公司國際頻道2003年进行的民意调查中，有67%的韩国人对日本的国际影响力持负面看法，只有21%的人持正面看法。调查结果显示，韩国是全球对日本负面情绪第二高的国家，仅次于中国大陆。

## 历史渊源

### 壬辰倭乱
壬辰倭乱期间，日本入侵朝鲜半岛后割下了20,000多个朝鲜人的鼻子和耳朵，并把它们作为戰利品带回了日本，用其建造成耳塚。与此同时，为了培养日本的艺术文化，丰臣秀吉派兵俘虏了许多朝鲜陶工带回日本。这些陶工为推动日本陶器文化发展起到了重要作用，是促成萨摩烧、有田烧和萩烧等新型陶器出现的主要因素。

## 日本统治对朝鲜的影响
从1910年到1945年，日本帝国一直统治着朝鲜半岛。日本插手朝鲜半岛事务始于朝鲜王朝时期签署的江华条约（1876年），并在随后的几十年中从甲申政变（1882年）、第一次中日战争（1894年 -1895年)，日本特工刺杀明成皇后（1895年），大韓帝國的建立（1897年），日俄战争（1904-1905年），桂太郎-塔夫脱密约（1905年）， 到1905年的乙巳條約，取消了朝鲜的自主外交权。最终在1910年，日本通过日韩合并条约，将朝鲜半岛纳入了自己的统治范围（这两项条约在1965年的韩日基本条约中被宣布无效）。

### 日本的文化同化政策
东京大学的种族灭绝研究专家石田雄二认为，日本吞并朝鲜是显著的文化灭绝行为。他认为：“日本政府对朝鲜文化和语言的打压不留余力，试图将朝鲜文化从社会中彻底根除”。日本吞并朝鲜半岛后，对其实施了文化同化政策，即皇民化運動。1936年开始，韩国学校不再教授韩语。除此之外，日本在韩国强行推行了姓氏制度以及民法 （創氏改名）和神社参拜，并禁止韩国人在公共场所书写或使用韩语。

### 独立运动
1919年3月1日，为要求国家独立，大约有200万韩国人积极参于了现在命名为“三一運動”的游行示威。数万个村庄的教师和公民领袖宣读了一份效仿美国版本的《独立宣言》：”今天就是国家宣布独立的重要时刻，全国各地将举行和平示威。如果我们的示威充满秩序与和平，我们将得到威尔逊总统和凡尔赛列强的帮助，韩国将成为一个自由的国家。”事件发生后，日本立即动用军队镇压了这场独立运动。有记载显示，日军曾将村民们赶入当地教堂，然后将其付之一炬。据日本官方统计，镇压过程中有553人死亡、1,409人受伤和12,522人被捕，但韩国方面的统计数据却远高于此：超过7,500人死亡，约15,000人受伤，45,000人被捕。

### 慰安妇
朝鲜日据期间，日本军队绑架和胁迫了许多当地妇女充当做军人的性奴隸，将其称为“慰安妇”。一些日本的历史学家，如吉見義明，在调查了日军军官的日记和证词，以及日本官方文件和远东国际军事法庭的档案后，认为日本帝国陆军直接或间接地参与了在日本亚洲殖民地和被占领土上胁迫、欺骗、引诱甚至绑架年轻女性的犯罪行为。在日军陆军部的记录中，除了通过官方文件直接招募的情况外，日本在殖民地招募“慰安妇”的方式“类似于绑架”，常被当地警方误认为是绑架犯。
在《帝国慰安妇》一书中，韩国世宗大学的日本语言文学教授朴裕河对韩国慰安妇的数量表示质疑。 她采访了许多幸存者并查阅了日本军队记录，得出了曾有一些朝鲜妇女获得了妓女劳动合同的结论， 并指出有朝鲜中间人参与了妇女的贩卖。由于《帝国慰安妇》质疑了所有慰安妇都是强奸受害者的观点，不仅导致该书在韩国受到审查，还让朴裕河被贴上了日本辩护者和民族叛徒的标签。后来她告诉NPR：“人们一直认为日军在韩国进行了强奸行为却从未给予赔偿，可我认为这并不完全准确。实际上，我一直是这种反日情绪的受害者”。 对她持批评态度的韩国主流学术界则认为，她为日本歷史修正主義提供了思想上的正当理由，其论点等同于纳粹大屠杀否认论。
2015年，韩国政府宣布慰安妇问题“最终且不可逆转地”得到了解决。此后，韩国政府未经日方同意，于2019年解散了为支持前慰安妇而设立的基金会（和解与治愈基金会）。时任韩国总统文在寅曾成立过一个特别工作组，批评前政府未能与慰安妇中的幸存者进行更多接触，还在慰安妇问题上向日本方面做出太多让步。

## 当代问题
在韩国，很多自由派人士（包括日裔归化自由派学者保坂裕司和中左翼媒体韓民族日報）都认为韩国的反日情绪与种族主义无关。他们认为韩国的反日、反華情绪主要源自于历史、政治、文化等方面的冲突，是一种反帝国主义情绪，种族并非主要因素。
韩国没有像日本在特会这样的反华/反日种族主义仇恨组织。和英语不同，韩语的词汇中会区分“反日情绪”（반일）和“仇恨日本种族主义”（혐일）。前者在反帝國主義和非种族背景下排斥日本，后者在包括种族/民族在内的所有背景下排斥日本。
根据2022年的一项调查显示，韩国对日本人的种族歧视大多与历史问题有关。在韩国的日常生活中，日本人很少受到歧视，对来自共產主義國家的越南人和中國人的种族歧视会更为明显。

## 情绪的影响

### 社会
2000年美国有线电视新闻网的一篇报道称，目前日本文化在韩国年轻人中的风靡程度，已让那些经历过日据时期的年长韩国人“深感不安”。 
出于对“侵略者”文化的排斥，在当代韩国社会中弥漫着一种古怪的氛围，即要求在韩的中国人和日本人隐藏身份，不要传播本国文化。2019年日本明仁天皇退位时，韩国女团TWICE的日本成员Sana在Instagram上发文称，“由于我出生在平成时代，所以我对平成时代即将结束感到有些难过，但是（所有日本人）在平成时代中做得很好！！！” 。随后她便遭到了韩国网民的网络暴力。Sana的批评者认为：“她来自战犯国家，对韩国人缺乏礼貌”。不过也有人对此事持保留意见，例如经常批评日本的韩民族日报（韩国左翼媒体）表示，这可能是针对外国女性的过度民族主义和排外心理。

### 国家关系
在中国的要求下，时任日本总理中曾根康弘从1986年开始停止参拜靖国神社。但自2001年8月13日开始，日本前首相小泉纯一郎以首相身份前后六次参拜靖国神社，自称“向为保卫日本而牺牲的军人致敬”。该举动得到了日本的邻国，尤其是中国的强烈谴责和抗议，但小泉无视抗议执意参拜，最终导致中韩两国领导人拒绝与小泉会晤，中日领导人在2001年10月后不再互访，2005年6月，韩国前总统盧武鉉中止了韩日之间的所有首脑会谈。

### 教育
韩国桂阳中学的学生们曾制作过大量的反日画像，其中有许多画像描绘了对日本的暴力行为，例如对日本国旗进行焚烧、轰炸和踩踏。在其中一幅图画中，一座韩国火山轰炸并摧毁了日本四岛。还有一幅画像描绘了日本漫画人物“美少女戰士”的形象，她举着韩国国旗，国旗上写着“独岛是韩国的土地”，这些作品在当地的玄贤车站进行了展出。

### 政治
在韩国的政治形势中，与保守派相比，自由派和进步派的反日情绪要更加明显。
从人权和非殖民化的角度来看，长期以来，韩国自由主义和韩国進步主義的政治重心便是批判政府与日本之间的合作。这种观点不可避免的，会与支持日本民族主义和歷史修正主義观点的日本保守派产生冲突。对此西方专家表示，当日本建立保守政权（主要是自民党），韩国建立自由主义政权时（主要是民主党），两国之间的冲突开始持续加剧。
在韩国，“反日主义”被认为是后殖民主义时代的“政治正確”，而非“种族主义”。“反日”在韩国被赋予了道德性和进步性，而“亲日”往往被认为是政治上的“极右翼”（극우），即忽视过去殖民时代惨痛历史的政治思想。与保守派相比，韩国的自由派通常对种族主义格外敏感。一些韩国自由派和进步派人士会使用“土倭”（토착왜구）“日本极右翼”（일본극우）或“极右翼亲日”（극우적친일）来批评一些保守派。他们认为，反日之所以在韩国被认为是政治正确，是为了给受害者及其后代建立正义的历史价值观。
美国驻韩国大使哈里·B·哈里斯（Harry B. Harris Jr.）是日裔美國人，他因为胡子的款式和日本帝国的领导人过于相似，收到了很多韩国人的批评。约书亚·柏林格（Joshua Berlinger）在一篇CNN文章中表示，韩国人对哈里斯小胡子的批评可能是出于种族主义，而韩国的自由派媒体则指出，对他胡须的攻击并非出于种族主义，因为哈里斯曾有与日本右翼类似的言行，例如使用日本总督（일본 총독）等言论攻击韩国的国家主权。2019年11月30日，哈里斯声称“文在寅总统称被从北左派包围”。2020年1月16日，哈里斯公然表示，韩国需要就朝鲜旅游问题和美国进行磋商，此举被韩国民主党认为涉嫌干涉韩国内政。
2020年8月23日，韩国中右翼报纸《中央日报》发表了一篇文章，积极评价了日本“反日”极左恐怖组织EAAJAF实施的“1974年三菱重工爆炸案”。该文章将这一事件描述为＂他们试图揭露日本‘肇事国’的身份，并以暴力与之抗争＂。三菱重工曾在二战期间积极配合了日本的战争罪行，在韩国有严重负面的形象。
安倍晋三被暗杀后，一些韩国自由派或进步派人士对他的死亡嘲笑不已，在民间亦是如此。许多韩国人对安倍晋三的极端民族主义观点和歷史否定主義观点产生强烈反感。

### 亲日派
在韩国，朝鮮日治時期与伪政府合作者被称为亲日派（친일파），会被认定为民族叛徒，甚至等同于“纳粹合作者”或“法西斯主义者”。韩国国会于2005年12月8日通过了親日反民族行為者財產國家歸屬相關特別法，在2005年12月29日进行了颁布。2006年，韩国国会成立了日本合作者财产检查委员会，目的是收回日治期间亲日派获得的不当财产。
因为韩国右翼保守派政治家和精英中不少人是亲日派的子孙，所以攻击右翼保守派的行为在道德上具有合法性，成为一种公认的政治正確。

### 2019韩国抵制日货

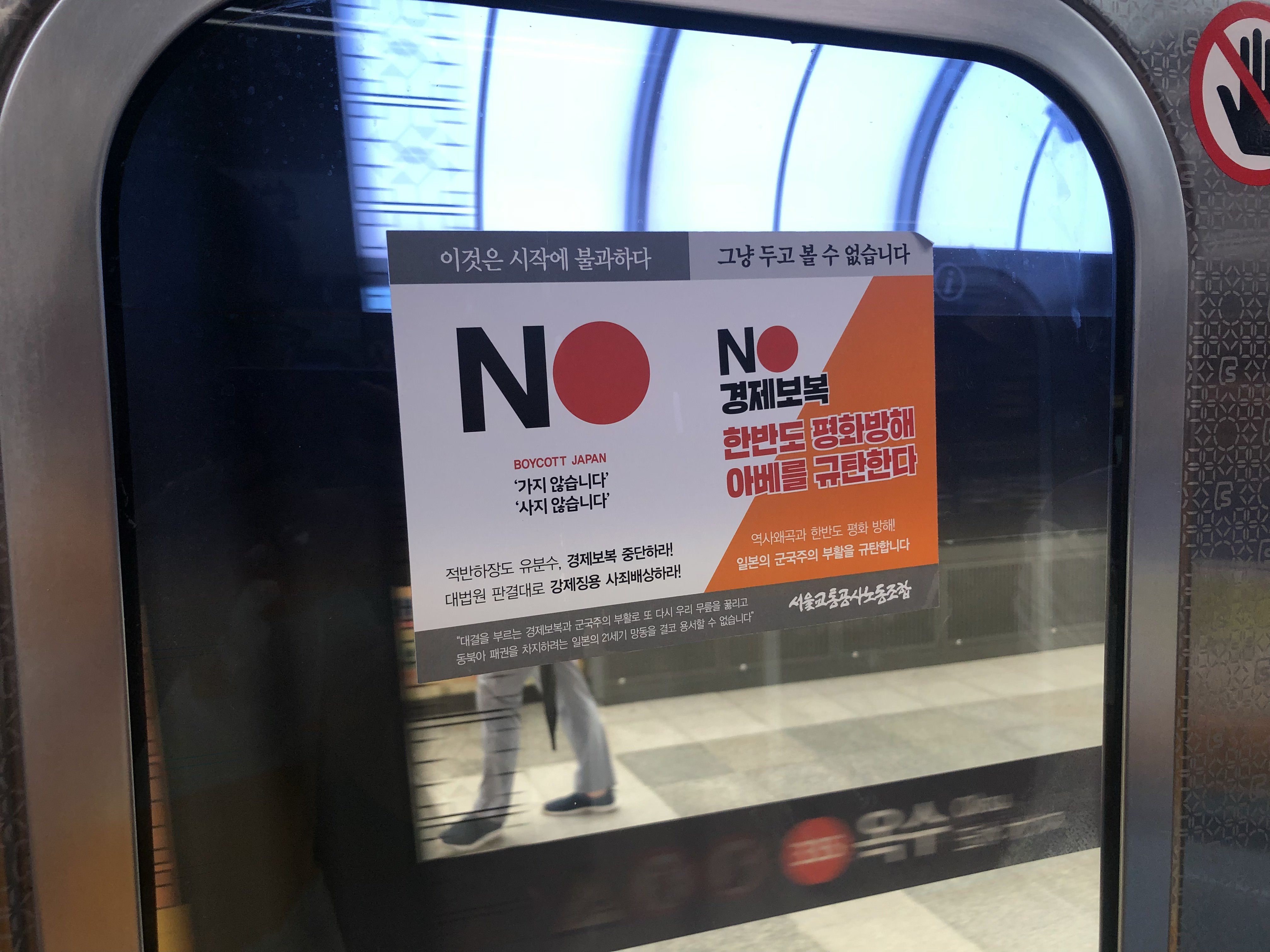
2019年首尔地铁No Japan Movement海报。

2019年8月，首尔市为支持正在进行的抵制日货活动，计划在全市安装1000多面反日横幅。这些横幅上写着“我不会去[日本]”和“我不会买[日本产品]”其中英文“NO”中的“O”使用了日本国旗的红圈来代表。由于该行为会进一步加剧韩日之间的关系，在安装了50条横幅后，首尔方面紧急叫停了该行动，并在保守派的批评中进行道歉。

### 女权运动
韩国的女性主義者一直对二战期间日军犯下的强奸罪行耿耿于怀，例如韩国妇女志愿劳工团、慰安妇等。韩国极右（反女权）保守派媒体曾指责女校教师在学校进行抗日教育。
韩国的女权主义者与日本女權主義者一直保持着积极互动。日本社会之所以将其女权运动称为“反日”，与韩日两国的女权运动经常针对日本过去的战争罪行问题有关。

### 政治正确与取消文化
在韩国，包含政治不正确内容的日本作品通常会被取消（社群抵制）。韩国的政治正确和取消文化与反日情绪有很大的关联性，因为它经常出现在反帝国主义情绪中，主要与日本有关。
因为韩国在大正时期是日本的殖民地，所以日本的“大正浪漫”思潮在韩国引发了剧烈争议。许多韩国人排斥以这一时期为背景的日本作品（例如漫画和动画），会自发对其进行抵制。
“右翼偏见争议”（日语：右翼論難）是一个多领域术语，泛指在日本艺人、日本人创作和日本媒体中，围绕日本民族主义倾向或仇视韩国人的种族主义倾向而产生的争议，涉及到的主体会受到社会的批评和取消。

## 统一教会问题

### 迷信营销和安倍晋三遇刺
1954年，文鲜明在首尔创立了新興宗教統一教，自1958年开始，统一教的传教士开始在日本开展一种被指控为“迷信营销”的传教活动。统一教会告诉信徒“必须向教堂捐款，否则他们或他们的亲属，无论是在世的还是已故的，都会被诅咒下地狱”。统一教常要求信徒们捐出他们的全部积蓄，甚至出售他们的财产或申请贷款来进行捐献。根据日本反邪教律师团体全国迷信营销对策律师联络会的数据，截至2021年的35年间，已被证实的，与统一教相关的经济损失总额超过1,237亿日圓（8.992亿美元）。
据同为反邪教律师团代表的日本律师紀藤正樹介绍，因为日本过去有侵略朝鲜半岛的罪行，所以统一教会专门针对日本民众进行传教。他们会告诉目标“为了赎罪，你必须为韩国做出贡献”。
2022年7月8日，行凶者山上徹也暗杀了日本前首相安倍晋三。由于母亲对统一教进行巨额捐款从而导致破产，出于报复心理，山上彻也在安倍的演讲现场使用自制枪械对其进行了刺杀，导致安倍在抢救后不治身亡。该刺杀事件在全球引起了轩然大波，统一教的迷信营销做法也被媒体广泛报道。

### 统一教会的亲日争议
虽然日本的自由派人士有田芳生曾批评统一教是“极端(韩国)民族主义者”，但韩国的自由派却认为统一教是一个极右翼的“亲日派”宗教。早在安倍遇刺之前，韩国的自由派和韩国主流基督徒就经常谴责统一教是一个极右翼亲日团体，因为它与日本保守派联系密切。根据与统一教有联系的日本政界人士前田佳夫的说法，包括安倍晋三在内，他们都是宣扬反韩种族主义的保守派人士，而统一教的确与日韩两国的反共右翼保守派有联系。
很多韩国人认为统一教信徒和年轻人们正在捍卫日本的歷史修正主義，相比之下，日本统一教的主要人物却经常说出妖魔化日本或亲近韩国的言论。实际上，统一教正在进行一项跨国的大型建设项目，即建造“日韩海底隧道”(安倍遇刺后，该项目已被暂停)，所以统一教既在韩国宣扬亲日情绪，又在日本宣扬亲韩情绪。

## 笔记
1. 韩语：반일감정；汉字：反日感情
2. ^ 韩国自由主义者认为，韩国人的“反日”（반일）不会导致针对日本人的仇恨言论或暴力，其中大多数都是合理的批评，“没有对过去的殖民统治和侵略历史表示适当的道歉”。相比之下，韩国自由主义者指出，“韩国仇恨”（혐한）是基于殖民主义观念的种族主义。他们认为，“反日”不是种族主义，因为韩国从未殖民过日本，试图夺走日本的语言和文化，也从未进行过种族灭绝[73]。
3. ^ 为了避免在韩国与日本发生贸易争端造成的经济损失，在涉及殖民和战争罪受害者的问题上不要求适当赔偿或不积极抗议日本歷史修正主義的韩国保守派政客，经常被韩国自由派和进步人士批评为“极右翼亲日”、“亲日派”“事大主義”和“土倭”[74]。
4. ^ 许多美國自由主義者批评唐納·川普是极右翼的新法西斯主义者，但因为唐纳德·特朗普支持陽光政策和慰安妇受害者的人权，所以许多韩国自由主义者往往不认为他是“极右翼”，而是指责安倍晋三是“极右翼”、“（日本）法西斯主义者”或“极端民族主义者”。大多数韩国人认为安倍是一个明显的日本极右翼政治家，但特朗普认为他是一个更温和的“相对”保守派[75][76][77]。